# Alpes Nóricos

A zona 17 é a dos Alpes Nóricos

Os Alpes Nóricos eram uma das divisões tradicionais da chamada partição dos Alpes, dos Alpes Orientais, entrada em vigor em 1926 pelo IX Congresso Geográfico Italiano  e constituem uma parte importante da cadeia dos Alpes.
O seu nome deriva de Nórica uma região histórica que compreendia a parte central da Áustria, parte da Baviera na Alemanha, uma parte da Eslovénia e uma parte da Itália.
Hoje não são considerados uma secção alpina nem fazem parte da classificação da SOIUSA.